# Gerard Bicker (I) van Swieten

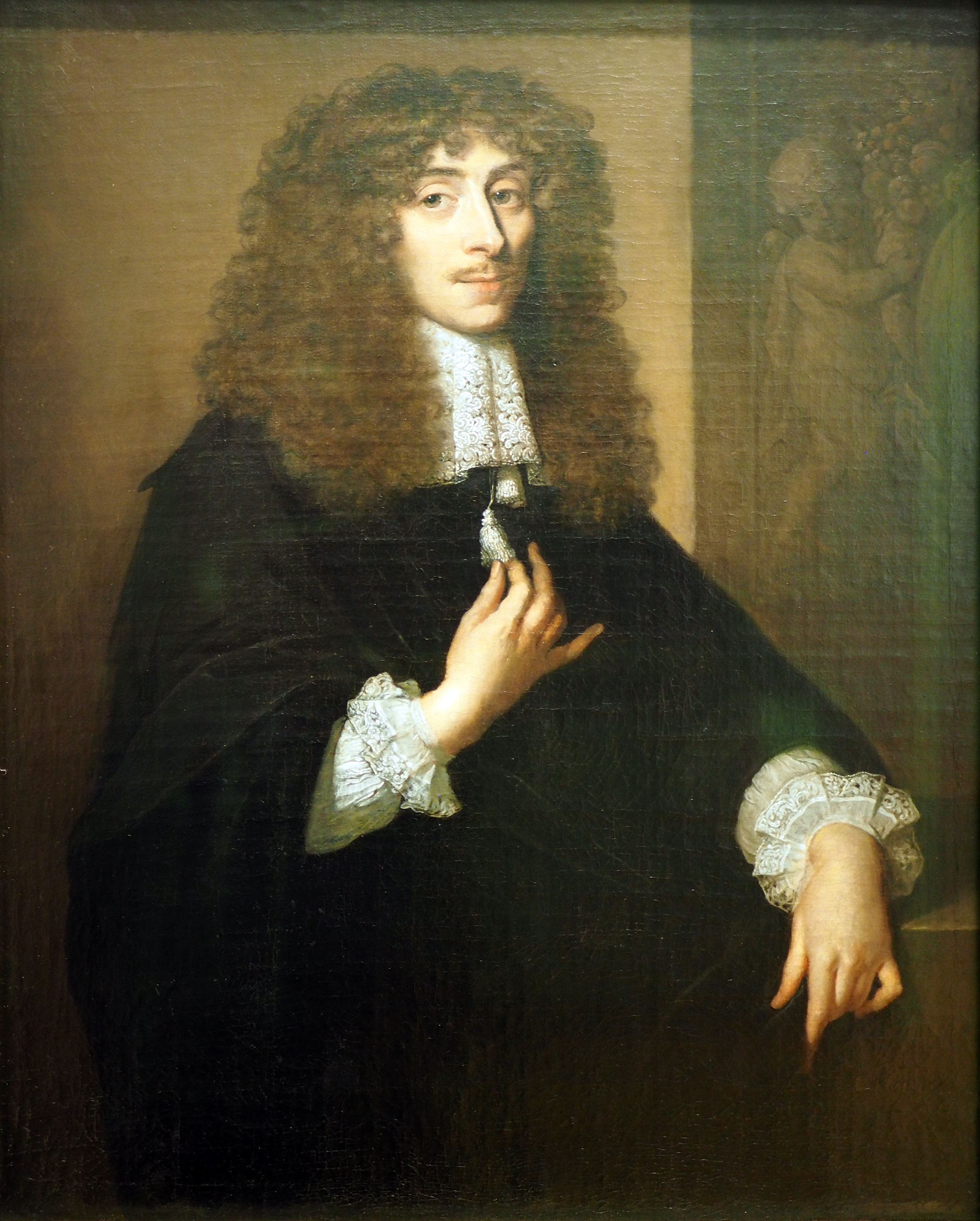
Porträt von Gerrit Bicker van Swieten durch Caspar Netscher im Jahre 1673, (Landesmuseum Hannover)

Gerard Bicker (I) van Swieten (* 25. März 1632 in Amsterdam; † 8. März 1716 in Leiderdorp) war ein holländischer Aristokrat und Beamter.

## Biografie

### Herkunft

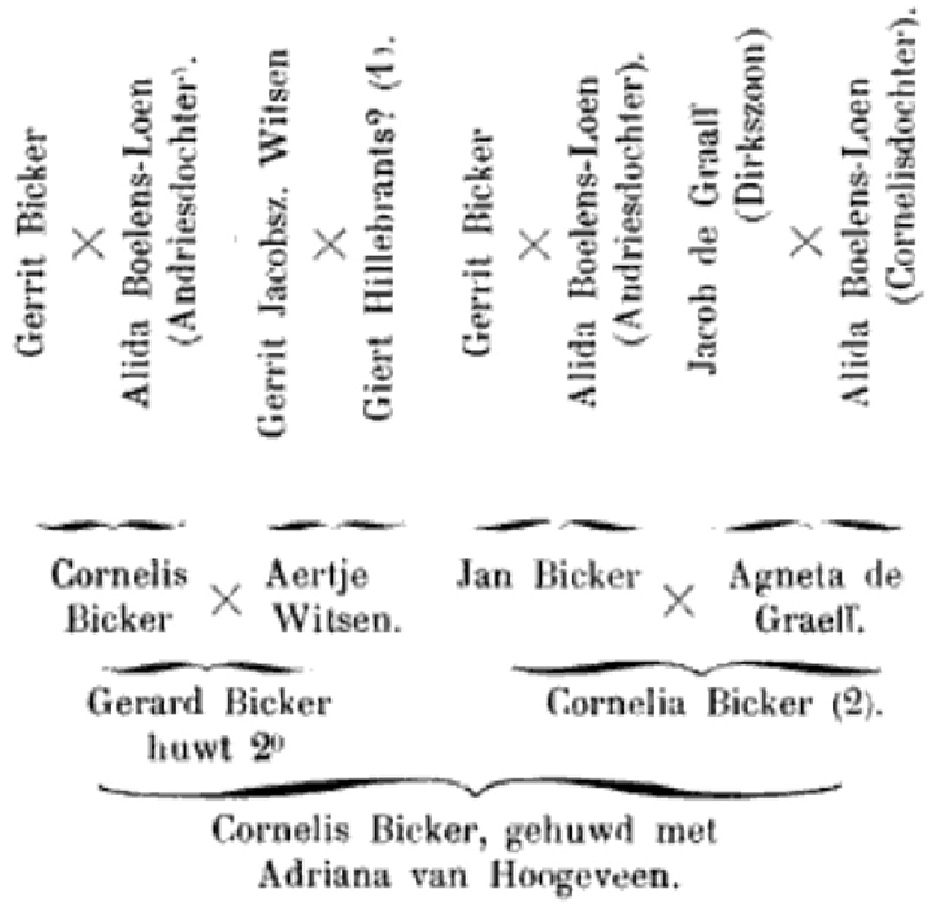
Vorfahren und Familie des Gerard Bicker

Gerard Bicker entstammte der Familie Bicker aus dem Amsterdamer Patriziat. Seine Eltern waren Cornelis Bicker und Aertge Witsen. Seitens seines Vaters erbte er 1660 die Herrschaft Swieten und führte fortan den Namen Bicker van Swieten. Er hatte unter anderem drei Schwestern, die allesamt mit Amsterdamer Bürgermeistern verheiratet waren; Margaretha ⚭ in zweiter Ehe mit Cornelis Geelvinck, Alida ⚭ mit Lambert Reynst und Elisabeth ⚭ mit ihrem Onkel und Großcousin Andries de Graeff. Über eine Cousine, Cornelia Bicker (1629–1708), war er auch mit Joachim Irgens av Vestervig, Politiker, und größter privater Landbesitzer Norwegens verwandt. Eine weitere Verbindung hatte er zu Jakob de Petersen, einem ehemaligen dänischen Würdenträger. Dieser war mit Catharina Bicker (1642–1678), Tochter des Ritters Jacob Bicker (1612–1676) und der Alida Bicker (einer Tochter von Gerards Onkel Andries Bicker) verehelicht.

### Ehen und Nachkommen

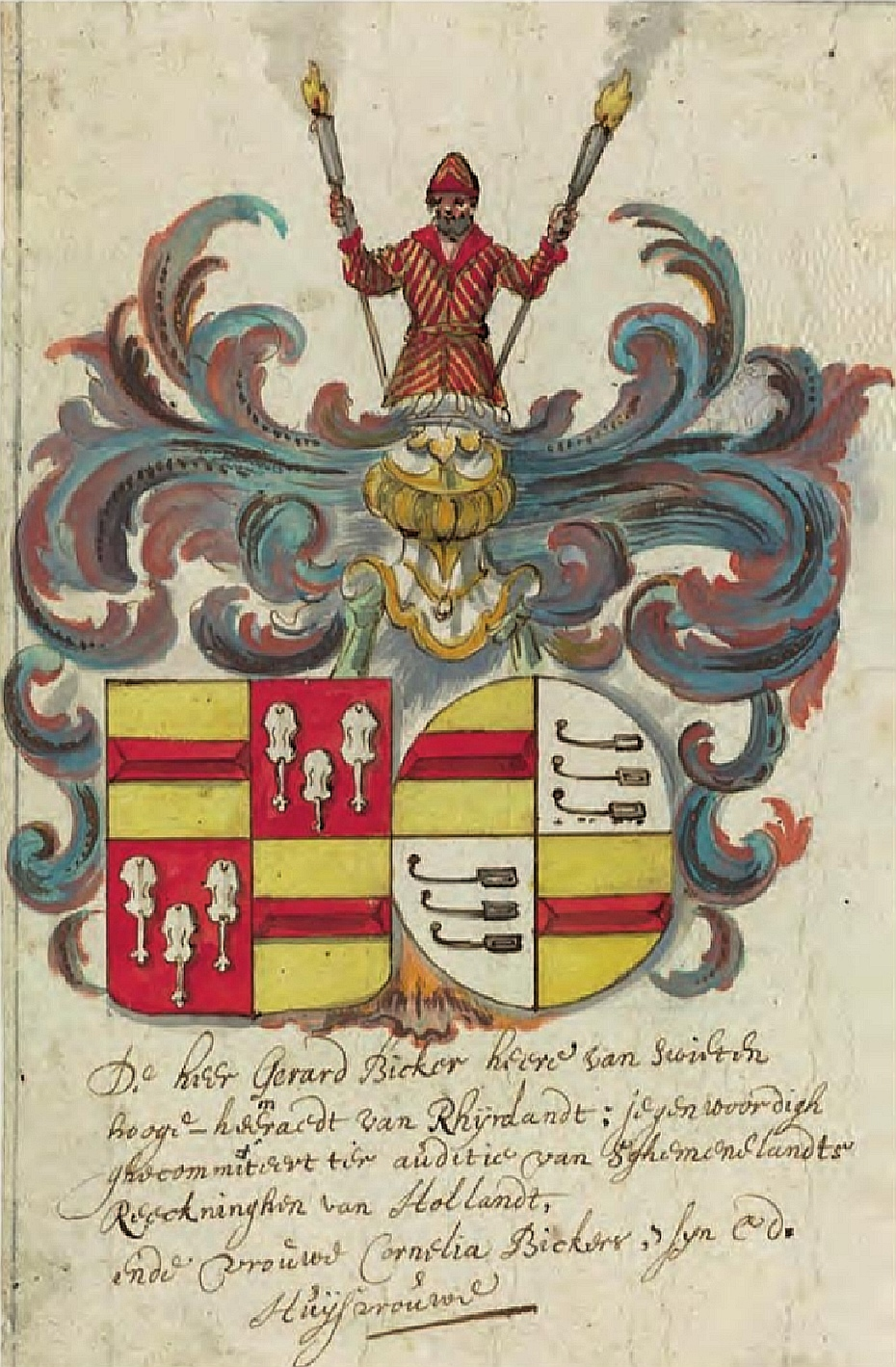
Allianzwappen von Gerard Bicker van Swieten und Cornelia Bicker

Bicker war drei Mal verheiratet. 1655 ehelichte er seine erste Ehefrau Alida van Papenbroek (1633–1656), Tochter von Pieter van Papenbroek und seiner Cousine Wendela de Graeff. Diese Ehe ist kinderlos geblieben. Bicker erbte aber durch seine erste Ehe die Vrijheerlijkheiden Oud-Haarlem und Kortenbosch. Nach dem Tod von Alida ehelichte er 1658 seine Cousine Cornelia Bicker (1638–1665), eine Tochter von Johan Bicker (1591–1653) und Agneta de Graeff van Polsbroek (1603–1656).
Seine Schwager waren Ratspensionär Johan de Witt (mittels seiner Ehe mit Wendela Bicker), Pieter de Graeff, der schon sein mehrfacher Cousin war, (mittels Jacoba Bicker), Jean Deutz (mittels Geertruid Bicker) und Jacob Trip (mittels Elisabeth Bicker). Aus seiner Ehe entstammen Agnieta (* 1659), Aertgen (* 1661) und Cornelis Bicker van Swieten (1663–1689). Nach dem Tod seiner zweiten Ehefrau ehelichte er 1665 zum dritten Mal mit Jonkvrouw Catherina van Sijpesteijn, woraus aber keine weiteren Kinder entstammten. Bicker van Swietens Ehen, und hier seine ersten beiden, führten die innerhalb des Bicker-De Graeff Clans und deren Verwandten Familien schon vorhandene oftmalige Verwandtschaft zu ein und derselben Person durch Verwandtschaftsehen auf intensive Weise weiter.

### Karriere
Gerard Bicker van Swieten wurde 1656 Kommissar und 1662 Kapitän der Amsterdamer Bürgergarde. Später war er Deputierter und Rat sowie auch Präsidierender Rat des Rechnungshofes von Holland und West-Friesland (niederländisch: Rekenkamer van Holland en West-Friesland) in Den Haag. Auf Fürsprache von De Witt erlangte er 1669 die Position des Wirtschaftsprüfers der Domänen von Holland und West-Friesland (niederländisch: Rekenmeester der Grafelijke domeinen van Holland en West-Friesland). Des Weiteren war er Meesterknaap van Holland en West-Friesland, und 1664 Hoogheemraad des Rheinlandes. In Den Haag bewohnte die Familie Bicker De Witts Haus am Hofsingel, während dieser selbst im Nebengebäude wohnte. Sie kümmerten sich um De Witts Kinder, worunter Johan de Witt junior, deren Mutter Wendela Bicker jung verstorben war.
1675 erwarben Gerard Bicker, sein Onkel Andries de Graeff und sein Schwager und Cousin Pieter de Graeff den Landsitz Valckenburg (das ehemalige Valckeveen seines Großonkels Dirk Jansz Graeff) bei Heemstede für 7.480 Gulden zu gleichen Teilen von seiner Tante Christina de Graeff (1609–1679). Ab 1685 war Pieter de Graeff der alleinige Besitzer.